# Olympisches Radstadion
Das Olympische Radstadion war eine temporäre Radrennbahn in Berlin.

## Geschichte
Anlässlich der Olympischen Sommerspiele 1936 wurde auf dem Sportplatz des Berliner Sport-Clubs ein Radstadion errichtet. Das Stadion befand sich am nördlichen Ende der AVUS, nahe dem Funkturm. Der Bau begann am 15. Juni 1936; der leitende Architekt war Clemens Schürmann, ein Experte für den Bau von Radrennbahnen. Die Rennbahn war 400 Meter lang, 6,30 Meter breit und bestand aus Holz. Die Kurven waren dabei um drei Meter erhöht. Die Gesamtfläche der Bahn betrug 2980 m².
Zusätzlich zu der bereits existierenden überdachten Tribüne des Sportplatzes, die 1.500 Zuschauern Platz bot, wurde ein weiterer Zuschauerraum für 12.000 Zuschauer errichtet.
Die Eröffnung für den Trainingsbetrieb fand am 1. Juli 1936 statt; dabei befand sich im Innenraum des Stadions eine 375 m² große Holzfläche. Hier wurden Kunst- und Einradfahren vorgeführt. Des Weiteren befanden sich Lautsprecheranlagen, eine Anzeigetafel und ein Mikrofon für den Rundfunk im Innenraum. Der Zuschauerandrang überstieg die Erwartungen: So waren zunächst lediglich zwei Wachleute anwesend, die komplett überfordert waren, sodass Grünflächen und Hecken beschädigt wurden. Daraufhin waren 22 Kassierer im Einsatz, um Eintrittsgelder zu verlangen für die Bezahlung von weiterem Wachpersonal. Der Preis betrug dabei 0,20 Mark für Erwachsene und 0,10 Mark für Kinder. Die im Westen des Areals gelegene Haupttribüne war in Sektoren unterteilt und die ersten drei Reihen der Blöcke E und F waren für Ehrengäste reserviert. Dahinter fanden sich die Pressevertreter ein.
Während der Olympischen Sommerspiele 1936 fanden insgesamt vier Wettkämpfe auf der Bahn statt; dabei wurden drei neue olympische Rekorde aufgestellt. Kurz nach den Spielen wurde das Stadion abgerissen, um das Messegelände zu erweitern.